# Біла Олександра Сергіївна
Олекса́ндра Сергі́ївна Бі́ла (8 жовтня 1934, село Берилівка Городнянського району Чернігівської області — 7 червня 1996, Будапешт) — український фахівець з мовознавства. Доктор філологічних наук (1986). Професор (1987).

## Життєпис
Олександра Сергіївна Біла народилася 8 жовтня  1934 року в селі Берилівка Городнянського району Чернігівської області.
1963 року закінчила Чернівецький національний університет імені Юрія Федьковича.
Працювала завідувачем навчальної частини Палацу піонерів у Чернівцях.
Від 1969 року працювала в Чернівецькому університеті: асистенткою кафедри української мови, від 1976 року — доцентка, від 1986 року — завідувачка кафедри російської мови.
Померла 7 червня 1996 року в Будапешті (Угорщина).

## Наукова діяльність
Досліджувала проблеми російської та української діалектології, фонетичні особливості північноукраїнських говірок; акцентно-ритмічні особливості українського мовлення на діалектичному рівні. Працювала над укладанням загальнослов'янського лінгвістичного атласу та словника російських «острівних» говірок.

### Праці
- К характеристике квантативно-просодических различий в надсновских говорах на Черниговщине // Общеславянский лингвистический атлас: Материалы и исследования. — Москва, 1971.
- Акцентно-ритмическая структура слова в южно-западных говорах украинского языка. — Чернівці, 1984.
- Акцентно-ритмічні особливості українського мовлення (на діалектному рівні) // 2-й Міжнародний конгрес україністів. — Львів, 1993.
- Фонетичні особливості північноукраїнських говірок у зв'язку з суперсегментними характеристиками // Проблеми сучасної ареалогії. — К., 1994.